# Lelekivka, Petrove
Lelekivka (în ucraineană Лелеківка) este un sat în comuna Cervonokosteantînivka din raionul Petrove, regiunea Kirovohrad, Ucraina.

## Demografie
Componența lingvistică a localității Lelekivka
     Ucraineană (100%)
Conform recensământului din 2001, toată populația localității Lelekivka era vorbitoare de ucraineană (100%).